# Ctenophora (Ctenophora) nikkoensis
Ctenophora (Ctenophora) nikkoensis is een tweevleugelige uit de familie langpootmuggen (Tipulidae). De soort komt voor in het Palearctisch gebied.